# Lisa Hayson-Phillips
Lisa Hayson-Phillips es una actriz australiana, más conocida por haber interpretado a Julie Cooper en la serie Home and Away.

## Carrera
En 2002 apareció en un episodio de la exitosa serie australiana All Saints.
En 2002 se unió como personaje recurrente a la aclamada serie australiana Home and Away, donde interpretó a la enfermera Julie Cooper hasta 2012.

## Filmografía
Series de televisión
| Año         | Título        | Personaje     | Notas                       |
| ----------- | ------------- | ------------- | --------------------------- |
| 2002 - 2012 | Home and Away | Julie Cooper  | 62 episodios                |
| 2002        | All Saints    | Recepcionista | episodio "The Untouchables" |